# Wielka Serbia

Granice Wielkiej Serbii według postulatów Serbskiej Partii Radykalnej

Wielka Serbia (serb. Велика Србија, Velika Srbija) – hasło propagandowe wykorzystywane od XIX wieku w serbskich programach nacjonalistycznych, wyrażające plan przywrócenia Serbii ziem dawniej posiadanych, w szczególności w okresie panowania dynastii Nemaniczów.
W wielonarodowościowej federacji jugosłowiańskiej wszelkie dążenia nacjonalistyczne były tłumione. Marzenie o stworzeniu Wielkiej Serbii ożyło na początku lat 90. W tym czasie zwolennicy wielkoserbskiego nacjonalizmu zdecydowali się wykorzystać rozpad Jugosławii do realizacji odwiecznego marzenia o stworzeniu nowej Wielkiej Serbii. Miała ona obejmować swoimi granicami wszystkich Serbów – najlepiej tak potężnej – jak za cara Stefana Duszana.
To wymagało zaanektowania przez Serbię głównej części Bośni i Hercegowiny, a także jednej trzeciej Chorwacji. W warunkach z tamtego czasu, taki cel mógł być osiągnięty wyłącznie w wyniku wojny.
Na przełomie lat 80. i 90., po upadku komunizmu, władzę objął nowy prezydent – Slobodan Milošević. Były działacz komunistyczny, który zaczął głosić coraz częściej poglądy nacjonalistyczne. Choć nigdy wprost nie głosił idei Wielkiej Serbii, rychło stał się jednak jej symbolem, wspierając walki Serbów w Bośni i Chorwacji oraz przeciwstawiając się dążeniom separatystycznym w Kosowie.